# Zyginopsis okinawella
Zyginopsis okinawella är en insektsart som först beskrevs av Matsumura 1931.  Zyginopsis okinawella ingår i släktet Zyginopsis och familjen dvärgstritar. Inga underarter finns listade i Catalogue of Life.